# سوزان بنت
سوزان بنت (انگلیسی: Susan Bennett؛ یک صدا پیشه اهل ایالات متحده آمریکا است. صدای او پشت صدای آهنین (Siri) سیری (نرم‌افزار) در آیفون ۴اس قرار دارد و البته صدای او روی بسیاری از سرویس‌های صوتی دیگر هم هست. «سوزان بنت» در برلینگتن کانادا به دنیا آمد اما وقتی خیلی جوان بود به نیویورک نقل مکان کرد.